# GDDR6
GDDR6 (англ. Graphics Double Data Rate 6) — шосте покоління пам'яті DDR SDRAM.

## Історія
У 2012 році низкою ЗМІ була розтиражована новина, в якій повідомлялося, що виробник напівпровідників AMD і група JEDEC уже працюють над новим стандартом GDDR6, а його реліз запланований на 2014 рік. Згідно з тією ж новиною, технологія GDDR6 мала б з'явиться в серійних продуктах уже у 2014 році, а сам стандарт мав би зберігати актуальність аж до 2020 року. Втім, цього не сталося — у 2016 році американська напівпровідникова корпорація Micron Technology, член JEDEC, заявила, що активно працює лише над GDDR5X — еволюційною гілкою технології GDDR5.
У серпні 2016-го на конференції Hot Chips компанія Samsung оголосила, що шосте покоління пам'яті DDR SDRAM — GDDR6 з'явиться лише у 2018 році: воно буде енергоефективнішим за попереднє поколінням і працюватиме на частотах до 15 ГГц.
На початку 2017 року Micron Technology заявляє, що переносить випуск нового типу пам'яті з 2018 року на кінець 2017 рік.
Станом на початок 2017 року технологія GDDR6 не застосовується в серійних продуктах.
У липні 2017 року комітет стандартизації JEDEC опублікував специфікацію GDDR6.